# Albert Marquet

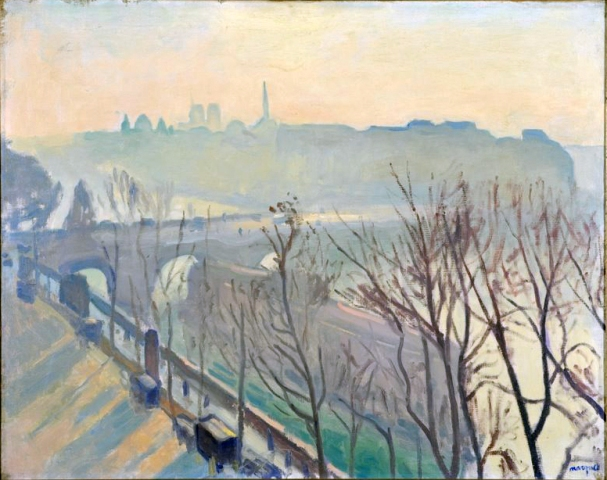
Albert Marquet. Le quai du Louvre 1906.

Albert Marquet (Bordeus, 27 de març de 1875 – París, 14 de juny de 1947) va ser un pintor francès, relacionat amb el fauvisme.

## Vida i obra
Marquet va néixer a Bordeus. En 1890 es va traslladar a París per acudir a l'Escola d'Arts Decoratives, on va conèixer a Henri Matisse. Van ser companys d'habitació durant un temps, i es van influir mútuament. Marquet va començar els seus estudis en 1892 en la École donis Beaux-Arts amb Gustave Moreau, un artista simbolista que era seguidor de la tradició romàntica de Eugène Delacroix.
En aquests anys, Marquet va exposar pintures en el Salon des Indépendants. Encara que no va vendre moltes pintures, la comunitat artística de París va prendre consciència de la seva obra. Les seves primeres composicions es caracteritzaven per un acostament clar i pictòric fauve, en el qual tenia un bon control del dibuix i responia a la llum, no només intensificant els tons més forts, sinó també veient els més febles en termes coloristes.
El 1905 va exposar en el Saló de tardor on els seus quadres es van posar al costat dels de Henri Matisse, Maurice de Vlaminck, André Derain, Othon Friesz, Georges Rouault, Raoul Dufy, Henri Manguin, Georges Braque, Louis Valtat i Jean Puy.
Consternats per l'intens colorit d'aquests quadres, els crítics van reaccionar cridant a aquests artistes «fauves», això és, bèsties salvatges. Encara que Marquet va pintar amb els fauves durant molts anys, usava colors menys intensos i violents que ells, i va emfatitzar els tons menys intensos barrejant complementaris, però sempre com a colors, i mai com a grisos.
A finals de 1907 va romandre a París i es va dedicar, amb Henri Matisse, a una sèrie de vistes urbanes. La diferència fonamental entre els dos és que, mentre Matisse va usar colors forts, Marquet preferia grocs mats, violetes apagats o blaus. El negre l'usa normalment com un contrast violent als colors clars per a formes com a troncs d'arbres nus o gent dibuixada de forma cal·ligràfica en contrast amb carrers i voreres sovint grogues o taronges, molt clares. Una altra diferència és que Marquet va usar una aproximació a la perspectiva tradicional, encara que els seus colors i composicions constantment es referien al rectangle i tallaven el seu plànol amb la seva cal·ligrafia.
Des de 1907 fins a la seva mort, Marquet va alternar entre treballar en el seu taller a París i moltes parts de la costa europea i en el Nord d'Àfrica. Es va dedicar sobretot a Algèria i Alger així com Tunísia. En els seus viatges va pintar el mar i els vaixells, però també les llums i l'animada vida de la ciutat, especialment de les ciutats riberenques com Alger.
Entre les ciutats europees que van impressionar especialment a Marquet cal citar Nàpols i Venècia on va pintar el mar i els vaixells, accentuant la llum sobre l'aigua. Va adoptar una tècnica molt diferent de la dels impressionistes, pintant l'aigua com una zona àmplia d'un sol to el que feia que el plànol de la superfície de l'aigua quedés sense perspectiva il·lusionística, de la qual els vaixells s'alcen en un plànol diferent. Les seves vistes de la llacuna de Venècia fan això de manera molt econòmica. L'aigua roman en un angle recte pel que fa al plànol del quadre i els grans vaixells suren fàcilment, amb els seus reflexos exactament en el to correcte per projectar el lloc adequat. El seu color és molt semblant al de Matisse en els anys 1920, aquí. Els seus contrastos de vius colors descriuen les ones del mar amb un simple dibuix que acompanya als tons de color observats amb exactitud, donant a l'escena de moviment plàcid. Les figures humanes estan molt simplificades, dibuixades cal·ligràficament en una forma que recorda a l'estil japonès Shijo. Es diu que Matisse li deia «el nostre Hokusai».
Durant els seus viatges a Alemanya i Suècia va pintar els temes que normalment preferia: vistes de la vora del mar i dels rius, ports i vaixells, però també paisatges urbans. Als llarg de la seva carrera sovint va tornar als mateixos temes, fins i tot anys més tard, prenent nota de lleugeres diferències de llum. Va pintar uns pocs retrats, i entre 1910 i 1914 va pintar una sèrie de nus en prostíbuls, i va preparar la il·lustració d'una obra sobre amants lesbianes. Però és conegut, sobretot, pels seus molts paisatges.
A diferència de Matisse, no hi ha períodes obvis de canvi en la seva obra. Cap al final, va ser un dels amics més propers de Matisse, i discutien l'obra de cadascun d'una manera molt franca. La seva mort va ser inesperada i sobtada, d'un atac de vesícula biliar i el càncer que posteriorment es va descobrir, pel qual aleshores no hi havia teràpia. Marquet va morir a París el 14 de juny de 1947.

## Llegat
Encara que assenyala que Marquet és considerat un pintor menor, John McLean, pintor anglès, és un dels qui pensen que «el seu sentit del color, la claredat o la foscor i la saturació d'ell, el seu pes, és gens menys que sorprenent.»
Marquet va ser admirat en particular pels pintors nord-americans Leland Bell i la seva esposa Louisa Matthiasdottir. Encara és admirat pels contemporanis de Bell Al Kresch i Gabriel Laderman. Ja que tant Bell com Laderman eren importants mestres a diverses escoles d'art nord-americanes, van tenir una gran influència en els joves artistes figuratius nord-americans i la seva apreciació per Marquet.